# Adão Pretto
Adão Pretto (Redentora, 18 de dezembro de 1945 – Porto Alegre, 5 de fevereiro de 2009) foi um agricultor e político brasileiro, conhecido por ser um dos fundadores do Movimento dos Trabalhadores Rurais Sem Terra. É pai do Deputado Estadual pelo Rio Grande do Sul, Edegar Pretto e do Vereador pelo município de Viamão, Adão Pretto Filho. 

## Trajetória política
Adão Pretto, sendo um pequeno agricultor de origem italiana, sempre foi um homem ligado às questões camponesas, tendo iniciado sua trajetória política no Sindicato dos Trabalhadores Rurais de Miraguaí, participou das Comunidades Eclesiais de Base (CEBs) e da Comissão Pastoral da Terra (CPT), instituições ligadas à Igreja Católica, além de ser um dos fundadores do Movimento dos trabalhadores rurais sem-terra no Rio Grande do Sul. No ano de 1980 filiou-se ao PDT e em 1985, migrou para o PT, sendo eleito deputado em seis ocasiões consecutivas: como deputado estadual constituinte no ano de 1986, como um dos primeiros deputados do PT gaúcho. No ano de 1990 foi eleito como deputado federal revisor, e reeleito como deputado federal nos anos de 1994, 1998, 2002 e 2006. O deputado era presidente da Comissão de Legislação Participativa e foi um dos membros brasileiros do Parlamento Latino-americano.
Como parlamentar, opunha-se aos ruralistas na Comissão de Agricultura, Pecuária, Abastecimento e Desenvolvimento Rural. Sua principal bandeira política foi a reforma agrária. Chegou a escrever um livro sobre o tema: "Queremos Reforma Agrária" (Editora Vozes, 1987). Sempre se destacou na defesa da causa dos movimentos sociais populares, em especial aos ligados as questões do campo como a defesa dos interesses dos pequenos agricultores e da luta do MST, pois fez de seus mandatos ambientes institucionais para a articulação dos movimentos sociais populares no Brasil.
Vitimado por uma pancreatite, estava internado havia 20 dias em estado grave na Unidade de Terapia Intensiva (UTI) do Hospital Moinhos de Vento, em Porto Alegre, onde faleceu devido a uma parada cardíaca durante uma intervenção com o objetivo de retirar o órgão, no dia 5 de fevereiro de 2009.